# Falsistrellus
Falsistrellus — рід кажанів родини лиликових (Vespertilionidae). Це кажани невеликих розмірів, з довжиною голови і тіла від 43 до 70 мм, довжина передпліччя — між 38 і 54 мм, довжина хвоста — від 30 до 53 мм і вагою до 26 г. 
Поширений в Південно-Східній Азії та Австралії .

## Види
Рід містить п'ять видів:
- Falsistrellus affinis
- Falsistrellus mackenziei
- Falsistrellus mordax
- Falsistrellus petersi
- Falsistrellus tasmaniensis